# جيمس أ. بورتر
جيمس أموس بورتر (بالإنجليزية: James A. Porter)‏ (22 ديسمبر 1905 – 28 فبراير 1970)، مؤرخ فنيّ وفنان ومعلم أمريكي من أصل أفريقي. اشتُهر بتأسيسه مجال تاريخ الفن الأفريقي الأمريكي وكان له تأثير في حركة الفن الأفريقية الأمريكية.

## النشأة والتعليم
وُلد بورتر في بالتيمور، ولاية ماريلند في 22 ديسمبر 1905. كان والده كاهنًا أسقفيًا ميثوديًا أفريقيًا وكانت أمه معلمة. علّمه أخوه جون الرسم. التحق بمدارس واشنطن العاصمة بين عامي 1918 و1923، والتحق لاحقًا بجامعة هوارد. بتوجيهٍ من جيمس في. هيرنغ، رئيس قسم الفنون في جامعة هوارد، درس بورتر الرسم والفن التشكيلي وتاريخ الفن. تخرج بورتر في جامعة هوارد في عام 1926. درس بورتر أيضًا للحصول على شهادةٍ في كلية المعلمين، جامعة كولومبيا.
بعد تخرجه، قبل بورتر منصبًا كمدرس للرسم والفن التشكيلي في جامعة هوارد. وأصبح لاحقًا رئيس قسم الفن؛ المنصب الذي شغله حتى وفاته في 1970. التحق بورتر بمعهد الفن في نيويورك. ودرس بعدها في رابطة طلاب الفن في نيويورك. تلقى بورتر منحة دراسية في عام 1935 من معهد التعليم الدولي وحصل أيضًا على منحة مؤسسة روكفيلر التي سمحت له بدراسة الفن في أوروبا. درس بورتر فن الباروك في معهد الفنون والآثار في جامعة السوربون. عاد إلى الولايات المتحدة حيث التحق بجامعة نيويورك، وتخرج فيها في عام 1937 بدرجة الماجستير في تاريخ الفن. ركزت أطروحة الماجستير لبورتر التي أصبحت لاحقًا موضوع كتابه المؤثر، الفن الزنجي الحديث، على الفن الأمريكي الأفريقي وفنّانيه.

## حياته الشخصية
في أثناء دراسته، التقى بورتر بـ دوروثي برنيت، أمينة مكتبة في قسم هارلم في مكتبة نيويورك العامة، بينما كان يجري بحثه. في 27 ديسمبر 1929، تزوج بورتر وبرنيت. أنجبا ابنة واحدة، كونستانس بورتر. أصبحا محترفَين بالإضافة إلى كونهما شريكين شخصيين. عملت دوروثي إلى جانب بورتر، إذ كانت توفر له المعلومات الببلوغرافية الهامة لأبحاثه. عمل كلاهما في جامعة هوارد. كانت دوروثي بورتر رئيسة مؤسسة مورلاند، التي عرفت لاحقًا بـ مركز أبحاث مورلاند-سبينغارن. طوّرت دوروثي وفهرست الكثير من المعلومات عن الفنانين الأفريقيين الأمريكيين.